# Camilo Pessanha

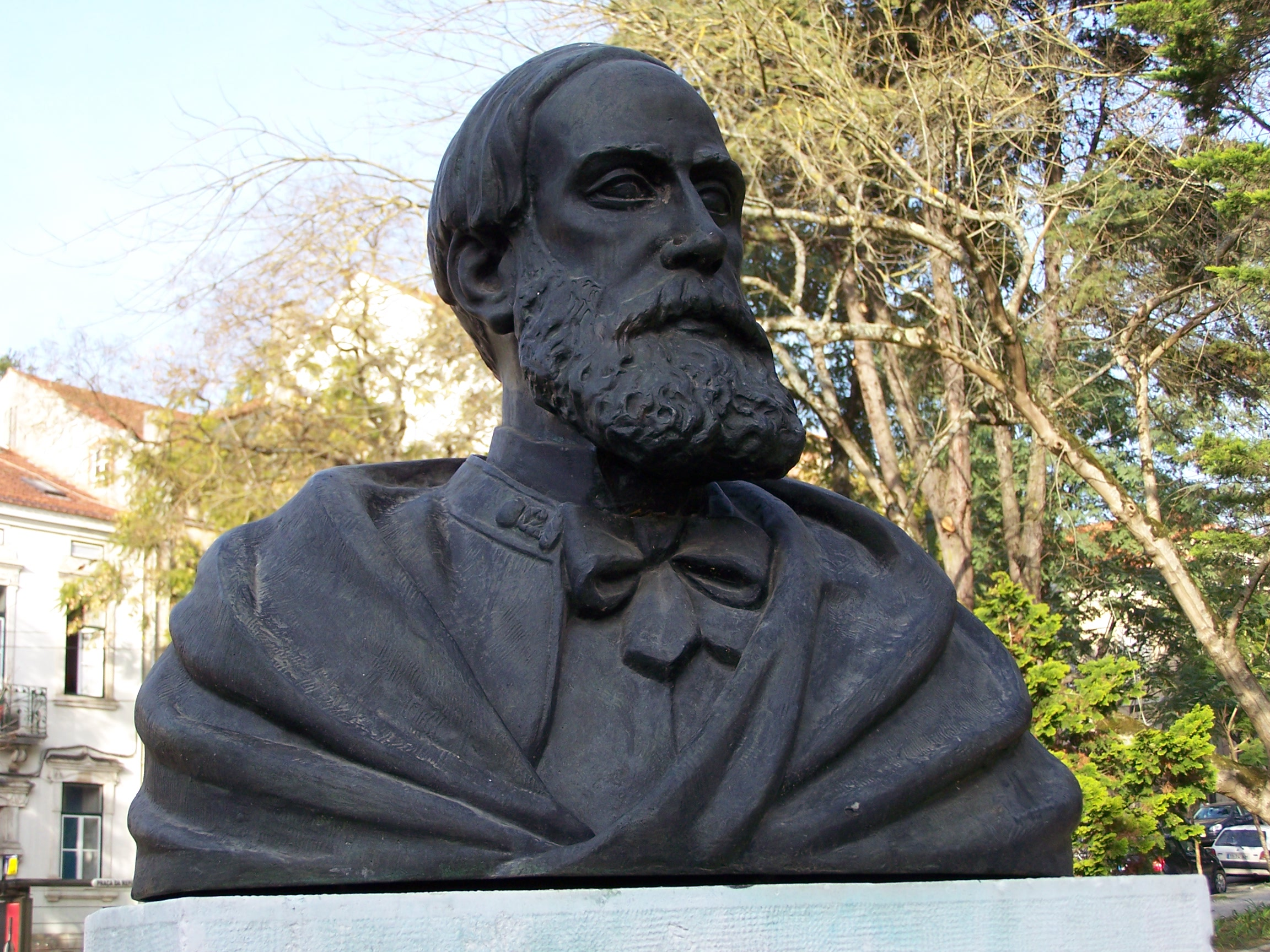
Busto di Camilo Pessanha a Coimbra.

Camilo de Almeida Pessanha (Coimbra, 7 settembre 1867 – Macao, 1º marzo 1926) è stato un poeta portoghese.

## Biografia
Di carattere schivo e solitario, all'Università di Coimbra, dove conseguì la laurea in legge, fu compagno di studi di Eugênio de Castro, di Antonio Nobre e di Alberto de Oliveira. Nel 1894 si trasferì a Macao, e lì esercitò l'avvocatura, ebbe incarichi pubblici e fu attratto dalla cultura cinese. Pubblicò in gioventù Lubrica (1885) e, spronato dagli amici, ritrovati durante una vacanza in patria, pubblicò nel 1920 Clepsidra, l'opera cui deve la fama di poeta. Ha tradotto poesie dal cinese. La sua collezione d'arte cinese è conservata al Museo di Coimbra. In Italia è stato pubblicato da Einaudi.
La poesia di Camillo Pessanha s'inserisce nella corrente del simbolismo portoghese, per stile e per tematiche, anche se questo poeta non appartiene a nessuna scuola. I suoi versi evocano paesaggi in rovina, lo scorrere del tempo, dove presente e futuro di decadenza e annichilimento fanno da contraltare al paradiso perduto dell'infanzia e allo splendore del Portogallo di altri tempi. Il tema dell'esilio e della nostalgia trova espressione nell'anelito al viaggio, come metafora. Questo nucleo tematico viene espresso in versi particolarmente raffinati, dal punto di vista della scelta dei fonemi e delle opzioni metriche e retoriche.